# Societatea Eurasiatică de Astronomie
Societatea Eurasiatică de Astronomie (în engleză Eurasian Astronomical Society) este o societate științifică a astronomilor din Europa, Statele post-sovietice, Israel și Statele Unite, fondată în 1990, care își propune să popularizeze astronomia în cel mai larg sens al cuvântului, atât la nivelul cercurilor științifice, cât și ale celor de amatori, atât la nivel național, cât și la cel european. Este în strâns contact cu Agenția spațială europeană, Institutul de radioastronomie, Observatorul sudic european din Chile și Institutul unificat de interferometrie de bază largă. Are 24 de societăți naționale afiliate, inclusiv Comitetul Național Român pentru astronomie. Membru individual poate să devină orice astronom cu cel puțin două publicații în reviste științifice și o recomandare de la doi membru ai societății. Societatea editează un buletin informativ și convoacă anual Congresele europene de astronomie, care se țin de regulă în una din țările cu societăți afiliate, concomitent cu conferințele astronomice naționale din țara organizatoare. Rezumatele conferințelor și ale comunicărilor sunt publicate. Societatea este condusă de un președinte, doi vice-președinți, un secretar, 5 consilieri și un trezorier.

## Adresa web
- Site oficial Arhivat în 25 octombrie 2007, la Wayback Machine.